# 瓦特達爾山

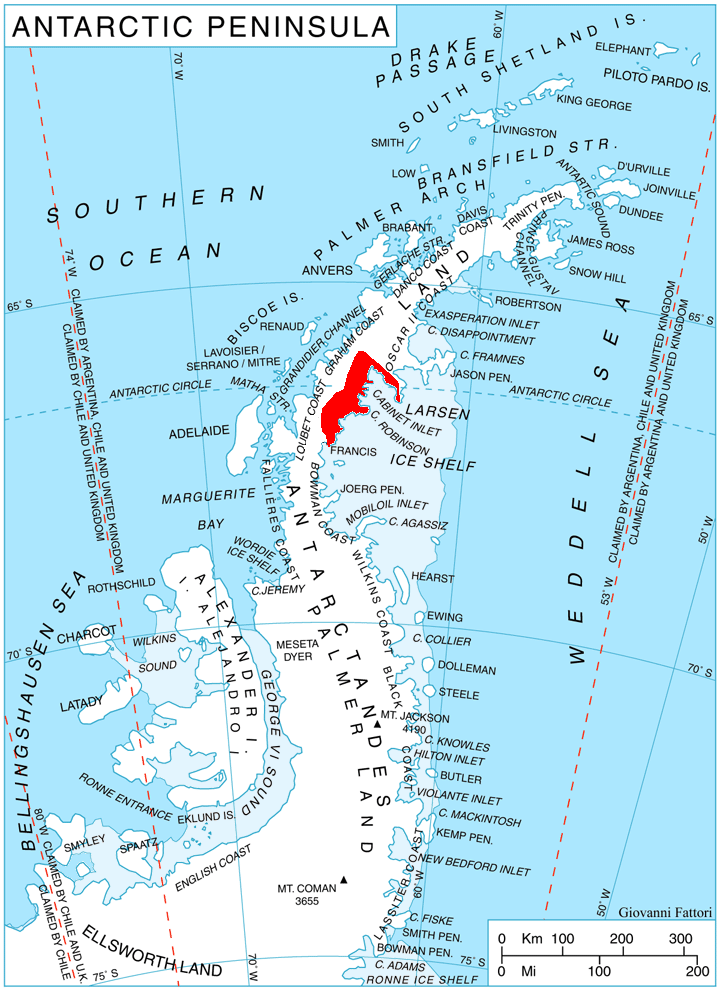

瓦特達爾山，是南極洲的山峰，位於葛拉漢地的弗因海岸，處於卡普夫角東北面7公里，海拔高度1,505米，以挪威目錄學家命名，現時由南極條約體系管理。
66°51′S 64°23′W / 66.850°S 64.383°W